# Campeonato Nacional de Rodeo de 1953
El Campeonato Nacional de Rodeo de 1953 fue la quinta versión del Campeonato Nacional de Rodeo, que es el campeonato más importante del rodeo chileno, deporte nacional de Chile. Se disputó por primera vez en la ciudad de Curicó y los campeones fueron René Urzúa y Pedro Lorca, quienes montaron a "Secretaria" y "Picantita" y realizaron 16 puntos buenos.
Este campeonato fue el segundo que ganó René Urzúa,  quien en los años siguientes se convertiría en uno de los jinetes más destacados de la historia del rodeo al ganar tres títulos nacionales.
Los segundos campeones fueron Pedro y Ricardo Espinoza en "Acuerpada" y "Colosa" con 14 puntos, mientras que los terceros fueron René Urzúa y Nano Ramírez en "Arrocito" y "Cortejador" con 9 puntos.

## Resultados

### Serie de campeones
| Champion 1953 | Champion 1953                          | Champion 1953                  | Champion 1953 |
| ------------- | -------------------------------------- | ------------------------------ | ------------- |
| Lugar         | Jinetes                                | Caballos                       | Puntaje       |
| 1º            | René Urzúa y Pedro Lorca               | "Secretaria" y "Picantita"     | 16            |
| 2º            | Pedro Juan Espinoza y Ricardo Espinoza | "Acuerpada" y "Colosa"         | 14            |
| 3º            | René Urzua y Nano Ramírez              | "Arrocito" y "Cortejador"      | 14            |
| 4º            | Hernán Trivelli y Wenceslao Abarca     | "Amanecida" y "Chiporra"       | 9             |
| 5º            | Baltasar Puig y Fernando Barra         | "Trasnochadora" y "Chamantina" | 8             |
| 6º            | Alberto Marmolejo                      | "Regidora" y "Firmeza"         |               |